# دولاگلوتاید
دولاگلوتاید (انگلیسی: Dulaglutide) دارویی است که برای درمان دیابت نوع دو در ترکیب با رژیم غذایی و ورزش استفاده میشود. همچنین در ایالات متحده برای کاهش حوادث نامطلوب قلبی عروقی در بزرگسالان مبتلا به دیابت نوع دو2 که دارای بیماری قلبی عروقی یا عوامل خطر متعدد قلبی عروقی هستند، تأیید شده است. شیوه تجویز این تزریق یک بار در هفته است.
شایع ترین عوارض جانبی این دارو عبارتند از تهوع، اسهال، استفراغ، درد شکم و کاهش اشتها.
این دارو یک آگونیست گیرنده پپتید-1 شبه گلوکاگون (آگونیست GLP-1) است که از GLP-1 (7-37) به طور کووالانسی به یک قطعه Fc از IgG4 انسانی متصل است. GLP-1 هورمونی است که در عادی سازی سطح گلوکز خون (گلیسمی) نقش دارد.

## کاربرد پزشکی
این دارو برای بزرگسالان مبتلا به دیابت نوع 2 به عنوان مکمل رژیم غذایی و ورزش برای بهبود کنترل قند خون کاربرد دارد. دولاگلوتاید در درمان افراد مبتلا به دیابت نوع یک یا بیماران مبتلا به کتواسیدوز دیابتی توصیه نمی شود زیرا این مشکلات ناشی از ناتوانی سلول های جزایر در تولید انسولین است و یکی از اعمال دولاگلوتاید تحریک سلول های جزایری فعال برای تولید انسولین بیشتر است. دولاگلوتاید می تواند به تنهایی یا در ترکیب با سایر داروهای دیابت نوع دو، به ویژه متفورمین، سولفونیل اوره، تیازولیدین دیون ها و انسولین که همزمان با غذا مصرف می شود، استفاده شود.

## عوارض جانبی
شایع ترین عوارض جانبی این دارو شامل اختلالات گوارشی، مانند سوء هاضمه، کاهش اشتها، حالت تهوع، استفراغ، درد شکم، اسهال است. برخی از بیماران ممکن است عوارض جانبی جدی را تجربه کنند: پانکراتیت حاد (علائم شامل درد شدید شکمی مداوم، گاهی به سمت پشت و همراه با استفراغ)، هیپوگلیسمی، نارسایی کلیوی (که گاهی ممکن است به همودیالیز نیاز داشته باشد). اگر دارو همراه با سولفونیل اوره یا انسولین استفاده شود، خطر هیپوگلیسمی افزایش می یابد. همچنین خطر بالقوه کارسینوم مدولاری تیروئید مرتبط با استفاده از دارو وجود دارد.

## موارد منع مصرف
این ترکیب در افراد دارای حساسیت مفرط به ماده فعال یا هر یک از اجزای محصول منع مصرف دارد.
افرادی که سابقه شخصی یا خانوادگی سرطان مدولاری تیروئید (MTC) دارند یا مبتلا به نئوپلازی غدد درون ریز متعدد نوع 2 هستند، نباید دولاگلوتاید مصرف کنند، زیرا می تواند خطر ابتلا به این سرطان ها را افزایش دهد.

## مکانیسم عمل
دولاگلوتاید به گیرنده های پپتید 1 شبه گلوکاگون متصل می شود و تخلیه معده را کند می کند و ترشح انسولین را توسط سلول های بتا پانکراس افزایش می دهد. به طور همزمان این ترکیب با مهار سلول های آلفا پانکراس، ترشح گلوکاگون افزایش یافته را کاهش می دهد، زیرا مشخص شده است که گلوکاگون در بیماران دیابتی به طور نامناسب افزایش می یابد. GLP-1 به طور معمول توسط سلول های L مخاط دستگاه گوارش در پاسخ به یک وعده غذایی ترشح میشود.